# Girella elevata
Girella elevata is een straalvinnige vissensoort uit de familie van de loodsbaarzen (Kyphosidae). De wetenschappelijke naam van de soort is voor het eerst geldig gepubliceerd in 1881 door Macleay.